# Elseya rhodini
Elseya rhodini is een schildpad uit de familie slangenhalsschildpadden (Chelidae).

## Naam en indeling
De wetenschappelijke naam van de soort werd voor het eerst voorgesteld door Scott Thomson, Yolarnie Amepou, Jim Anamiato en Arthur Georges in 2015. Oorspronkelijk werd de wetenschappelijke naam Elseya (Hanwarachelys) rhodini gebruikt.
De soortaanduiding rhodini is een eerbetoon aan Anders G. J. Rhodin, die veel betrokken was bij organisaties op het gebied van waterschildpadden.

## Uiterlijke kenmerken
De schildpad kan een rugschildlengte bereiken van ongeveer 24 centimeter. De mannetjes blijven echter kleiner en bereiken een schildlengte van ongeveer twintig cm. De schildkleur is bruin, met op ieder rugschild een zwarte vlek. De ogen hebben een groene kleur met goudgele vlekjes. Het schild aan de bovenzijde van de kop is relatief klein in vergelijking met verwante soorten.

## Verspreiding en habitat
De soort komt voor in delen van Azië en leeft endemisch op Papoea-Nieuw-Guinea. Elseya rhodini bewoont het zuidelijke deel van Papoea-Nieuw-Guinea, waar de verwante soort Elseya schultzei in het noorden voorkomt en de soort Elseya novaeguineae is alleen te vinden in het uiterste westelijk deel op de schiereilanden Vogelkop (Doberai) en Bomberai. Over de habitat en levenswijze is nog vrijwel niets bekend.

## Beschermingsstatus
Door de internationale natuurbeschermingsorganisatie IUCN is de beschermingsstatus 'veilig' toegewezen (Least Concern of LC).